# Ketchup

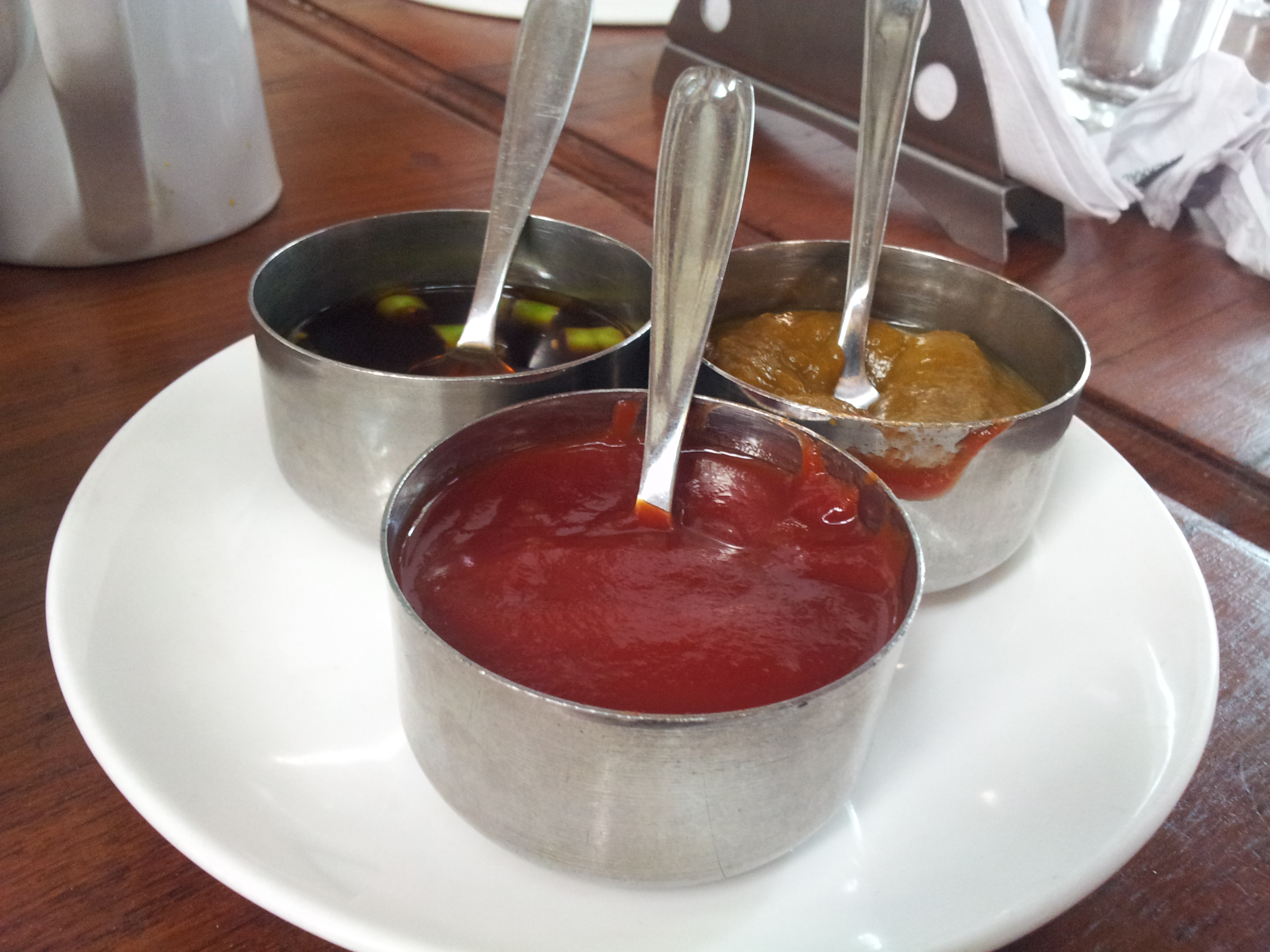
Ketchup

Ketchup este un cuvânt ce provine dintr-un cuvânt chinezesc, care înseamnă un sos murat de pește. În anul 1690 a fost pentru prima dată acest cuvânt menționat în scris. Marinarii englezi au descoperit acest sos minune și au transmis mai departe rețeta. 
Cel mai important moment al acestui sos este adăugarea roșiilor coapte, lucru care s-a întâmplat în anul 1703. 
Prima rețetă de ketchup a fost scrisă în anul 1727. Rețetele au continuat să apară predominând cele cu ciuperci în Marea Britanie și cu roșii în USA. Un fermier s-a oferit să-l vândă în sticle în anul 1830 cu un preț cuprins între 33 și 50 de cenți. 
Într-o primă fază a avut o consistență asemănătoare cu sosul de soia și era numit și sos de soia. 
Legat de numele sosului există variații precum: catsup, katsup, catshup, kecap.
Copiii consumă cu aproximativ 50% mai mult decât adulții. Cei tineri consumă ketchup aproape cu orice fel de mâncare, în special cu pizza sau cartofi prăjiți. 
Ingredientele de bază pe care ar trebui să le conțină ketchupul sunt următoarele (conform unei dispoziții a guvernului american): 
- sos de roșii fiert
- zahăr
- oțet
- arome de ceapă
- scorțișoară
- ghimbir

Ketchupul conține un antioxidant excelent contra radicalilor liberi care pot să amenințe dezvoltarea celulelor. Astfel ajută contra cancerului, boliilor de inimă și a îmbătrânirii premature.

## Aditivi alimentari
Un studiu realizat în iulie 2014 de Asociația Națională pentru Protecția Consumatorilor și Promovarea Programelor și Strategiilor din România (A.N.P.C.P.P.S) a demonstrat că peste 30% dintre produsele tip Ketchup comercializate în magazinele din România conțin 5 E-uri (aditivi alimentari).